# ATP Lyon Open 2023
ATP Lyon Open 2023 (còn được biết đến với Open Parc Auvergne-Rhône-Alpes Lyon) là một giải quần vợt nam thi đấu trên mặt sân đất nện ngoài trời. Đây là lần thứ 6 Giải quần vợt Lyon Mở rộng được tổ chức và là một phần của ATP Tour 250 trong ATP Tour 2023. Giải đấu diễn ra ở Lyon, Pháp, từ ngày 21 đến ngày 27 tháng 5 năm 2023.

## Điểm và tiền thưởng

### Phân phối điểm
| Sự kiện | VĐ  | CK  | BK | TK | Vòng 1/16 | Vòng 1/32 | Q  | Q2 | Q1 |
| Đơn     | 250 | 150 | 90 | 45 | 20        | 0         | 12 | 6  | 0  |
| Đôi     | 250 | 150 | 90 | 45 | 0         | —         | —  | —  | —  |

### Tiền thưởng
| Sự kiện | VĐ      | CK      | BK      | TK      | Vòng 1/16 | Vòng 1/32 | Q2     | Q1     |
| Đơn     | €85,605 | €49,940 | €29,355 | €17,010 | €9,880    | €6,035    | €3,020 | €1,645 |
| Đôi*    | €29,740 | €15,910 | €9,330  | €5,220  | €3,070    | —         | —      | —      |

*mỗi đội

## Nội dung đơn

### Hạt giống
| Quốc gia | Tay vợt               | Xếp hạng1 | Hạt giống |
| -------- | --------------------- | --------- | --------- |
| CAN      | Félix Auger-Aliassime | 10        | 1         |
| GBR      | Cameron Norrie        | 13        | 2         |
| USA      | Tommy Paul            | 17        | 3         |
| ARG      | Francisco Cerúndolo   | 31        | 4         |
| SRB      | Miomir Kecmanović     | 37        | 5         |
| ARG      | Sebastián Báez        | 40        | 6         |
| FRA      | Richard Gasquet       | 44        | 7         |
| USA      | Brandon Nakashima     | 47        | 8         |

- Bảng xếp hạng vào ngày 8 tháng 5 năm 2023.[2]

### Vận động viên khác
Đặc cách:
- Félix Auger-Aliassime
- Arthur Fils
- Gaël Monfils

Vượt qua vòng loại:
- Lloyd Harris
- Pablo Llamas Ruiz
- Álvaro López San Martín
- Zhang Zhizhen

Thua cuộc may mắn:
- Oriol Roca Batalla

### Rút lui
- Pablo Carreño Busta → thay thế bởi  Alexandre Müller
- Tomás Martín Etcheverry → thay thế bởi  Oriol Roca Batalla
- Quentin Halys → thay thế bởi  David Goffin
- Jason Kubler → thay thế bởi  Arthur Rinderknech
- Alex Molčan → thay thế bởi  Juan Pablo Varillas
- Yoshihito Nishioka → thay thế bởi  Diego Schwartzman

## Nội dung đôi

### Hạt giống
| Quốc gia | Tay vợt         | Quốc gia | Tay vợt          | Xếp hạng1 | Hạt giống |
| -------- | --------------- | -------- | ---------------- | --------- | --------- |
| USA      | Rajeev Ram      | GBR      | Joe Salisbury    | 9         | 1         |
| ARG      | Máximo González | ARG      | Andrés Molteni   | 47        | 2         |
| FRA      | Nicolas Mahut   | NED      | Matwé Middelkoop | 58        | 3         |
| BEL      | Sander Gillé    | BEL      | Joran Vliegen    | 83        | 4         |

- Bảng xếp hạng vào ngày 8 tháng 5 năm 2023.

### Vận động viên khác
Đặc cách:
- Ugo Blanchet /  Manuel Guinard
- Mayeul Darras /  Kyrian Jacquet

Thay thế:
- Guido Andreozzi /  Guillermo Durán

### Rút lui
- Mayeul Darras /  Kyrian Jacquet → thay thế bởi  Guido Andreozzi /  Guillermo Durán
- Ivan Dodig /  Austin Krajicek → thay thế bởi  Gonzalo Escobar /  Andrey Golubev
- Lloyd Glasspool /  Harri Heliövaara → thay thế bởi  André Göransson /  Ben McLachlan
- Santiago González /  Miguel Ángel Reyes-Varela → thay thế bởi  Aleksandr Nedovyesov /  Miguel Ángel Reyes-Varela
- Kevin Krawietz /  Tim Pütz → thay thế bởi  Nicolás Barrientos /  Albano Olivetti
- Jason Kubler /  Max Purcell → thay thế bởi  Yuki Bhambri /  Saketh Myneni

## Nhà vô địch

### Đơn
- Arthur Fils đánh bại  Francisco Cerúndolo, 6–3, 7–5

### Đôi
- Rajeev Ram /  Joe Salisbury đánh bại  Nicolas Mahut /  Matwé Middelkoop, 6–0, 6–3